# بلو لاین
بلو لاین (انگلیسی: Blue Line) شرکت کشتیرانی کروات است، که در سال ۲۰۰۳ تأسیس شد.